# Ismayil Ibrahimli
Ismayil Ibrahimli (Bakú, 13 de febrero de 1998) es un futbolista azerí que juega en la demarcación de centrocampista para el Zira FK de la Liga Premier de Azerbaiyán.

## Selección nacional
Tras jugar con la selección de fútbol sub-19 de Azerbaiyán y la sub-21, finalmente hizo su debut con la selección absoluta el 13 de octubre de 2020 en un partido de la Liga de Naciones de la UEFA contra Chipre que finalizó con un resultado de empate a cero.

## Clubes
| Club             | País       | Año       | Partidos | Goles |
| ---------------- | ---------- | --------- | -------- | ----- |
| Shuvalan FK      | Azerbaiyán | 2015-2017 | 1        | 0     |
| MOIK Baku        | Azerbaiyán | 2017-2018 | 26       | 6     |
| Qarabağ FK       | Azerbaiyán | 2018-2023 | 108      | 7     |
| Zira FK (cedido) | Azerbaiyán | 2023-     | 75       | 2     |

## Palmarés

### Campeonatos nacionales
| Título                     | Club       | País       | Año  |
| -------------------------- | ---------- | ---------- | ---- |
| Liga Premier de Azerbaiyán | Qarabağ FK | Azerbaiyán | 2019 |
| Liga Premier de Azerbaiyán | Qarabağ FK | Azerbaiyán | 2020 |
| Liga Premier de Azerbaiyán | Qarabağ FK | Azerbaiyán | 2022 |
| Copa de Azerbaiyán         | Qarabağ FK | Azerbaiyán | 2022 |
| Liga Premier de Azerbaiyán | Qarabağ FK | Azerbaiyán | 2023 |